# Kabinett Balkenende I
Das Kabinett Balkenende I bildete vom 22. Juli bis 16. Oktober 2002 (geschäftsführend bis 27. Mai 2003) die Regierung der Niederlande. Die Regierung zerbrach, da die an der Koalition beteiligte LPF aus dieser austrat.

## Zusammensetzung
| Geschäftsbereich                                                | Minister | Staatssekretär |
| --------------------------------------------------------------- | --- | --- |
| Ministerpräsident Minister für allgemeine Angelegenheiten       | Jan Peter Balkenende (CDA)                                                                                        | - |
| Stellvertretender Ministerpräsident                             | Eduard Bomhoff (LPF) bis 16. Oktober 2002 Johan Remkes (VVD) kommissarisch Rolf de Boer (LPF) ab 18. Oktober 2002 | - |
| Minister für auswärtige Angelegenheiten                         | Jaap de Hoop Scheffer (CDA)                                                                                       | Atzo Nicolaï (VVD) Europäische Angelegenheiten Agnes van Ardenne (CDA) Wirtschaftliche Zusammenarbeit |
| Minister der Justiz                                             | Piet Hein Donner (CDA)                                                                                            | - |
| Minister für Immigration und Integration                        | Hilbrand Nawijn (LPF)                                                                                             | - |
| Minister für Inneres und Königreichsbeziehungen                 | Johan Remkes (VVD)                                                                                                | Rob Hessing (LPF) |
| Minister für Bildung, Kultur und Wissenschaft                   | Maria van der Hoeven (CDA)                                                                                        | Cees van Leeuwen (LPF) Kultur und Medien Annette Nijs (VVD) Wissenschaft und Bildung |
| Minister der Finanzen                                           | Hans Hoogervorst (VVD)                                                                                            | Steven van Eijck (LPF) |
| Minister der Verteidigung                                       | Benk Korthals (VVD) bis 12. Dezember 2002 Henk Kamp (VVD) ab 12. Dezember 2002                                    | Cees van der Knaap (CDA) |
| Minister für Wohnungswesen, Raumordnung und Umwelt              | Hemk Kamp (VVD)                                                                                                   | Pieter van Geel (CDA) |
| Minister für Verkehr, Wasserwirtschaft und öffentliche Arbeiten | Rolf de Boer (LPF)                                                                                                | Melanie Schultz van Haegen (VVD) |
| Minister für Wirtschaft                                         | Herman Heinsbroek (LPF) bis 16. Oktober 2002 Hans Hoogervorst (VVD) ab 16. Oktober 2002                           | Joop Wijn (CDA) |
| Minister für Landwirtschaft, Natur und Fischerei                | Cees Veerman (CDA)                                                                                                | Jan Odink (LPF) |
| Minister für Soziales und Arbeit                                | Aart Jan de Geus (CDA)                                                                                            | Mark Rutte (VVD) Rentenangelegenheiten und Arbeitsmarkt Philomena Bijlhout (LPF) Gleichberechtigung und Familiensachen, bis 24. Juli 2002 Khee Liang Phoa Gleichberechtigung und Familiensachen, ab 9. September 2002 |
| Minister für Gesundheit, Gemeinwohl und Sport                   | Eduard Bornhoff bis 16. Oktober 2002 Aart Jan de Geus (CDA) ab 16. Oktober 2002                                   | Clemencé Ross-van Dorp (CDA) |